# Savatiano

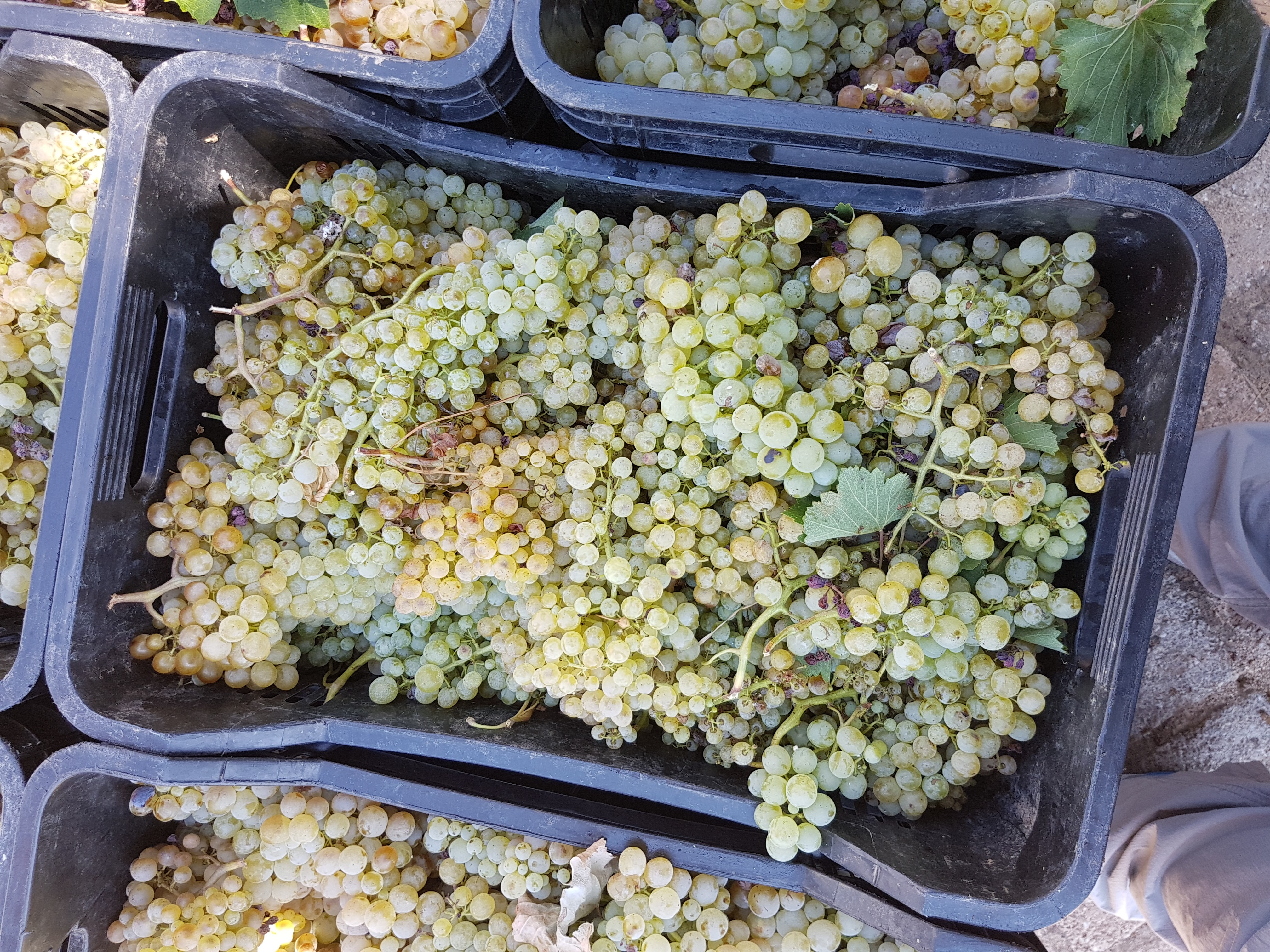
Uvas savatiano en cajones.

La savatiano es una uva blanca usada sobre todo en el vino retsina. Es una de las uvas griegas más ampliamente plantadas. Es conocida por su resistencia a las sequías. Está plantada sobre todo en la Grecia central, y es especialmente abundante en Ática, cerca de Atenas. En retsina, la baja acidez natural de la uva se compensa a veces mezcándola con la assyrtiko y la rhoditis.

## Regiones
Además de en Ática, la variedad también se encuentra en Eubea y en la ciudad búlgara de Pomorie, donde fue usada en una colonia griega llamada Anchialos. Aunque la uva que suele mezclarse con la salvatiano en Ática es la assyrtiko, en Eubea y Pomorie suele mezclarse con la rhoditis. En Kantza, una villa del este de Paiania, se hace un vino monovarietal de savatiano que no tiene la resina de pino del vino retsina.